# Podvršič
Podvršič je priimek več znanih Slovencev:
- Ana Podvršič, sociologinja in ekonomistka
- Albin Podvršič (1905—1988), farmacevt
- Andrej Podvršič, bivši generalni direktor policije R. Slovenije
- Majda Podvršič (por. Majaron) (1931—1973), igralka, lutkarica
- Andraž Podvršič, slovenski rokometaš